# Gårdby socken
Gårdby socken på Öland ingick i Möckleby härad, ingår sedan 1974 i Mörbylånga kommun och motsvarar från 2016 Gårdby distrikt i Kalmar län.
Socknens landareal är 23,37 km². 2000 fanns här 345 invånare. Tätorten och kyrkbyn Gårdby med sockenkyrkan Gårdby kyrka ligger i socknen.
Gårdby socken utsågs 2012 till "Årets Ölandssocken". Gårdby tog över titeln efter Köpings socken.

## Administrativ historik
Gårdby sockens äldsta stenkyrka uppfördes under 1100-talet. I skriftliga källor omtalas socknen första gången i ett odaterat brev från omkring 1320 och ett daterat 1346.
Vid kommunreformen 1862 övergick socknens ansvar för de kyrkliga frågorna till Gårdby församling och för de borgerliga frågorna till Gårdby landskommun. Denna senare inkorporerades 1952 i Torslunda landskommun och uppgick 1974 i Mörbylånga kommun. Församlingen uppgick 2002 i Norra Möckleby, Sandby och Gårdby församling.
1 januari 2016 inrättades distriktet Gårdby, med samma omfattning som församlingen hade 1999/2000.  
Socknen har tillhört samma fögderier och domsagor som Möckleby härad. De indelta båtsmännen tillhörde 2:a Ölands båtsmankompani.

## Geografi
Gårdby socken ligger vid östra kusten av centrala delen av Öland. Socknen består av bördig jord på kustremsan nedanför landborgen och lövskog och alvarmark ovan denna.

### Byar i Gårdby socken
- Gårdby
- Torp
- Ullevi
- Nedre Ålebäck
- Övre Ålebäck

## Fornminnen
Sex järnåldersgravfält och domarringar finns liksom stensträngar. Två runristningar finns, Gårdbystenen står vid kyrkan.

## Namnet
Namnet (1283 Gorby), taget från kyrkbyn, består av ett förled gorr, gyttja, dy, och efterledet by.

## Befolkningsutveckling
| Befolkningsutvecklingen i Gårdby socken 1750–1990                                                       | Befolkningsutvecklingen i Gårdby socken 1750–1990 | Befolkningsutvecklingen i Gårdby socken 1750–1990 | Befolkningsutvecklingen i Gårdby socken 1750–1990 | Befolkningsutvecklingen i Gårdby socken 1750–1990 |
| --- | ------------------------------------------------- | ------------------------------------------------- | ------------------------------------------------- | ------------------------------------------------- |
| |                                                   |                                                   |                                                   |                                                   |
| År |                                                   |                                                   | Folkmängd                                         |                                                   |
| 1750 | 1750                                              |                                                   | 279                                               |                                                   |
| 1760 | 1760                                              |                                                   | 346                                               |                                                   |
| 1769 | 1769                                              |                                                   | 373                                               |                                                   |
| 1780 | 1780                                              |                                                   | 381                                               |                                                   |
| 1790 | 1790                                              |                                                   | 358                                               |                                                   |
| 1810 | 1810                                              |                                                   | 377                                               |                                                   |
| 1820 | 1820                                              |                                                   | 466                                               |                                                   |
| 1830 | 1830                                              |                                                   | 510                                               |                                                   |
| 1840 | 1840                                              |                                                   | 526                                               |                                                   |
| 1850 | 1850                                              |                                                   | 525                                               |                                                   |
| 1860 | 1860                                              |                                                   | 578                                               |                                                   |
| 1870 | 1870                                              |                                                   | 590                                               |                                                   |
| 1880 | 1880                                              |                                                   | 556                                               |                                                   |
| 1890 | 1890                                              |                                                   | 457                                               |                                                   |
| 1900 | 1900                                              |                                                   | 376                                               |                                                   |
| 1910 | 1910                                              |                                                   | 384                                               |                                                   |
| 1920 | 1920                                              |                                                   | 395                                               |                                                   |
| 1930 | 1930                                              |                                                   | 368                                               |                                                   |
| 1940 | 1940                                              |                                                   | 386                                               |                                                   |
| 1950 | 1950                                              |                                                   | 363                                               |                                                   |
| 1960 | 1960                                              |                                                   | 318                                               |                                                   |
| 1970 | 1970                                              |                                                   | 255                                               |                                                   |
| 1980 | 1980                                              |                                                   | 372                                               |                                                   |
| 1990 | 1990                                              |                                                   | 370                                               |                                                   |
| Anm: Källor: Umeå universitet - Tabellverket 1749-1859, Demografiska databasen, CEDAR, Umeå universitet |                                                   |                                                   |                                                   |                                                   |

### Fotnoter
1. 1 2 3  Svensk Uppslagsbok andra upplagan 1947–1955: Gårdby socken
2. 1 2  Harlén, Hans; Harlén Eivy (2003). Sverige från A till Ö: geografisk-historisk uppslagsbok. Stockholm: Kommentus. Libris 9337075. ISBN 91-7345-139-8
3. ↑  ”Gårdby är Årets Ölandssocken”. Östran. 17 september 2012. Arkiverad från originalet den 18 april 2013. https://archive.is/20130418080940/http://www.ostran.se/NYHETER/Oeland/Gaardby-aer-AArets-Oelandssocken. Läst 18 september 2012.
4. ↑  Det medeltida Sverige. 4:3 Öland.
5. ↑  ”Församlingar”. Statistiska centralbyrån. https://www.scb.se/hitta-statistik/regional-statistik-och-kartor/regionala-indelningar/forsamlingar/. Läst 30 december 2022.
6. ↑  Administrativ historik för Gårdby socken (Klicka på församlingsposten). Källa: Nationella arkivdatabasen, Riksarkivet.
7. 1 2  Sjögren, Otto (1931). Sverige geografisk beskrivning del 2 Östergötlands, Jönköpings, Kronobergs, Kalmar och Gotlands län. Stockholm: Wahlström & Widstrand. Libris 9939
8. 1 2 3  Nationalencyklopedin
9. ↑  Fornlämningar, Statens historiska museum: Gårdby socken
10. ↑  Fornminnesregistret, Riksantikvarieämbetet: Gårdby socken Fornminnen i socknen erhålls på kartan genom att skriva in sockennamn (utan "socken") i "Ange geografiskt område"